# Krasnopawliwka
Krasnopawliwka (ukr. Краснопавлівка) – osiedle typu miejskiego na Ukrainie, w obwodzie charkowskim, w rejonie łozowskim, w hromadzie Łozowa. W 2001 liczyło 7828 mieszkańców, spośród których 5819 wskazało jako ojczysty język ukraiński, 1980 rosyjski, 1 mołdawski, 1 białoruski, 1 ormiański, 1 polski, 2 niemiecki, a 23 inny.

## Urodzeni
- Wiktor Sadowniczi